# Макдоннелл, Александр, 9-й граф Антрим
Александр Рэндал Марк Макдоннелл, 9-й граф Антрим, также известный как Александр Данлюс (англ. Alexander Randal Mark McDonnell, 9th Earl of Antrim; 3 февраля 1935 — 21 июля 2021) — ирландский землевладелец, пэр, художник и реставратор произведений искусства. Он носил титул учтивости — виконт Данлюс с 1935 по 1977 год.

## Биография
Родился 3 февраля 1935 года. Старший сын Рэндала Джона Сомерледа Макдоннелла, 8-го графа Антрима (1911—1977) и его жены-художницы Анджелы Сайкс (1911—1984).
Воспитанный как католик, лорд Антрим получил образование в школе Даунсайд, колледже Крайст-Черч, Оксфорд, а также в Школе рисования и изобразительного искусства Раскина.
Лорд Антрим работал художественным реставратором в галерее Тейт, занимая должности хранителя консервации в 1975—1995 годах и директора службы коллекционирования в 1990—1995 годах. Он также был директором Ольстерского телевидения с 1982 по 2000 год, председателем компании Northern Salmon Co. Ltd с 2000 по 2008 год и главным смотрителем компании торговцев рыбой в 1995—1996 годах.
26 сентября 1977 года после смерти своего отца Александр Макдоннелл унаследовал титулы 9-го графа Антрима (Пэрство Ирландии) и 9-го виконта Данлюса (Пэрство Ирландии).
Лорд Антрим жил в основном в доме своих предков, замке Гленарм, графство Антрим, Северная Ирландия.

## Семья
Лорд Антрим был дважды женат. 9 февраля 1963 года он женился первым браком на Саре Элизабет Энн Хармсворт (род. 28 марта 1941), дочери Сент-Джона Бернарда Хармсворта и Джейн Пенелопы Бутби. Супруги развелись в 1974 году. У них было трое детей:
- Леди Флора Мэри Макдоннелл (род. 7 ноября 1963), британская художница и иллюстратор. В 2003 году она вышла замуж за доктора Томаса Пеннибакера
- Леди Элис Анджела Джейн Макдоннелл (род. 5 декабря 1964), в 1991 году она вышла замуж за Кристиана Гвина.
- Рэндал Александр Макдоннелл, 10-й граф Антрим (прод. 2 июля 1967), преемник отца. Был женат на Авроре Ганн.

21 октября 1977 года вторым браком он женился на Элизабет Ханне Захер, дочери Майкла Мозеса Захера и Одри Глюксман. У супругов была одна дочь:
- Леди Рэйчел Фрэнсис Макдоннелл (род. 24 февраля 1978).

## Смерть
Лорд Антрим умер 21 июля 2021 года в возрасте 86 лет после непродолжительной болезни (сепсиса). Его похороны состоялись в церкви Богоматери Непорочного зачатия в Гленарме.